# الكرة الأرضية في الليل

الأضواء الاصطناعية تبين مواقع التلوث الضوئي في تشرين الأول / أكتوبر 2012.

الكرة الأرضية في الليل برنامج بحث علمي جماهيري يسعى لقياس التلوث الضوئي في السماء ليلاً، وذلك خلال فترات زمنية في كل عام. يدعو المشروع الناس إلى إحصاء عدد النجوم التي يمكن أن تُرى من موقعهم وإرسال المشاهدات إلى موقع المشروع على شبكة الإنترنت. ينسّق الباحثون بتجميع هذه المعلومات لإتاحتها للعامة بحرية من خلال الخريطة العالمية للتلوث الضوئي. بحلول أيلول / سبتمبر عام 2011، أحرزت القياس حوالي 70.000. استخدام البيانات التي تم جمعها من قبل الجمهور يجعل البرنامج مثال على مواطن العلم. الكرة الأرضية في الليل بدأت ناسا برنامج تعليمي في الولايات المتحدة تنظمها NOAO ، تم توسيع دوليا خلال عام 2009 السنة الدولية لعلم الفلك; وهو فرع من العالم البرنامج الذي يركز على المدارس تعليم العلوم.

## المنطق العلمي

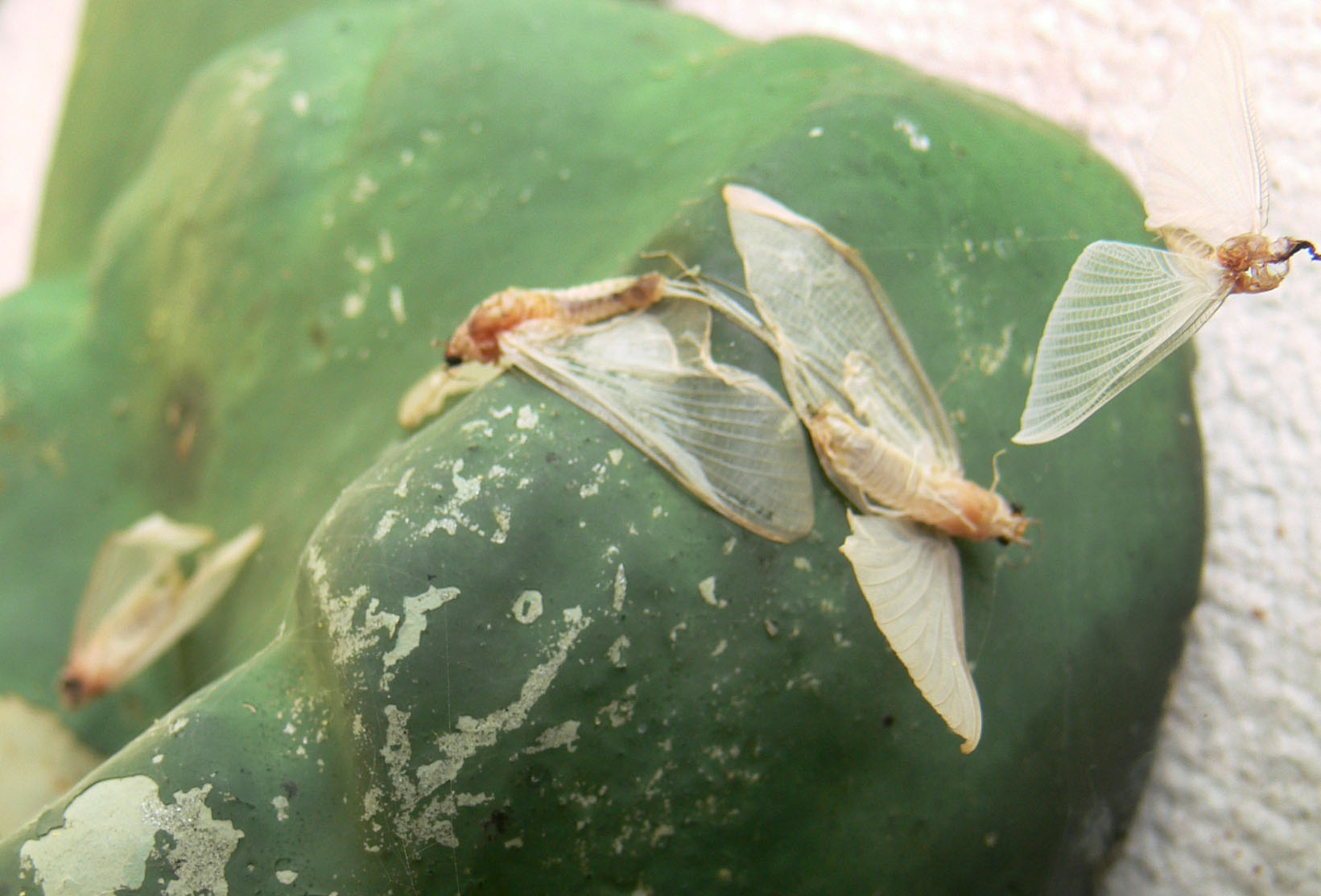
تجذب الأضواء الاصطناعية العديد من الحشرات ، لصالح بعض العناكب ، كما هو الحال في هذا الجسر المضاء فوق نهر لورا بفرنسا. يمكن أن تؤثر هذه التغييرات في السلوك بعد ذلك على شبكات الغذاء وتسبب المزيد من التأثيرات غير المباشرة.

تلوث الضوء ، إدخال الضوء الاصطناعي إلى النظم البيئية المظلمة سابقًا، له العديد من الآثار البيئية الضارة. يمكن أن يكون التعرض للضوء الاصطناعي قاتلاً لبعض الكائنات الحية (مثل العث الذي يطير في اللهب المشتعل)، ويمكن أن يقطع مرحلة دورة الحياة للآخرين (على سبيل المثال، الديدان المضيئة غير قادرة على جذب الأصدقاء)، ويمكن أن تقلل من احتمالات العثور على الطعام (بسبب زيادة خطر الافتراس). يمكن أن يتداخل الضوء في الليل أيضًا مع علم الأحياء الزمني للعديد من الحيوانات، بما في ذلك البشر، من خلال قمع إفراز الميلاتونين.
هناك أيضًا أسباب ثقافية واقتصادية للقلق بشأن الإضاءة المفرطة في الليل. يمنع الوهج السماوي أجزاء كبيرة من سكان الأرض من مشاهدة مجرة درب التبانة، مما أدى إلى تطوير الكثير من العلوم القديمة والأساطير والدين. في الولايات المتحدة، تقدر تكلفة توليد الضوء المهدور بحوالي 7 مليارات دولار أمريكي سنويًا؛ ينتج عن إنتاج الكهرباء لهذا الضوء الضائع أيضًا إطلاق التلوث الكيميائي وغازات الدفيئة.
مشروع الكرة الأرضية في الليل له هدفان رئيسيان: زيادة الوعي العام بالتلوث الضوئي وتأثيراته، وتوفير بيانات رسم خرائط عالمية للتلوث الضوئي.

## طريقة

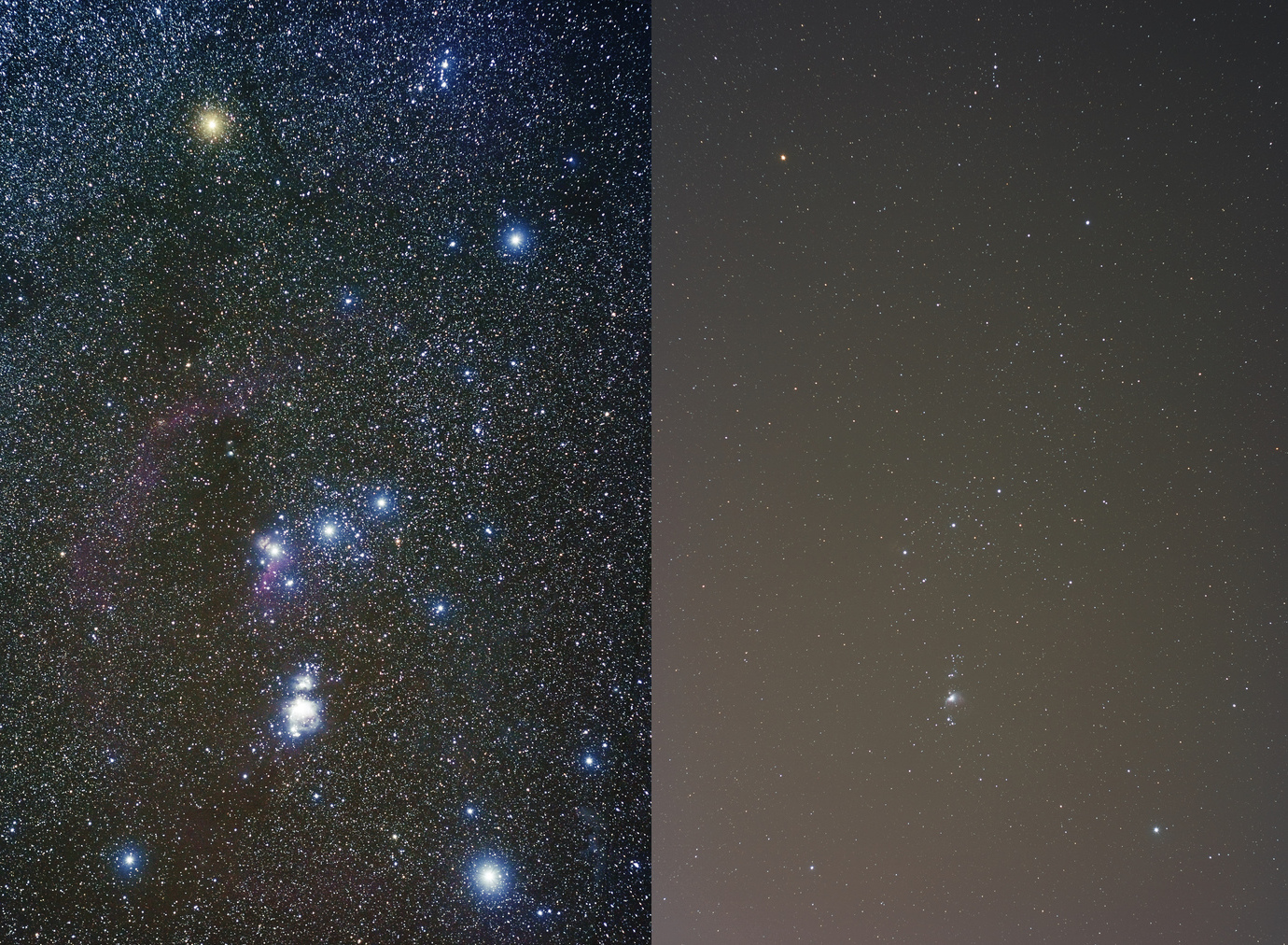
تختلف رؤية كوكبة الجبار حسب المستوى المحلي للتلوث الضوئي للراصد ؛ السماء صافية على اليسار ، والسماء الملوثة بالضوء على اليمين. لاحظ أن الصورة على اليسار تُظهر تفاصيل أكثر مما يمكن رؤيته بالعين البشرية.

يطلب المشروع من الجمهور الخروج في الليالي المظلمة الخالية من القمر والإبلاغ عن عدد النجوم المرئية في مجموعات نجمية معينة. يركز المشروع على الطلاب والمعلمين والعائلات، وقد أنتج حزم أنشطة بـ 13 لغة. تشجع ناسا الطلاب في برنامج إلهام على المشاركة.
يُطلب من الأفراد المشاركين الخروج في مواعيد محددة بعد ساعة على الأقل من غروب الشمس، ثم السماح لأعينهم بالتكيف مع مستوى الإضاءة المحيطة، ومراقبة كوكبة محددة: كوكبة الجبار أو برج الأسد في نصف الكرة الشمالي، جوهر في نصف الكرة الجنوبي. إن اختيار فترة زمنية مدتها أسبوعان بالقرب من القمر الجديد يزيل أي تأثير على سطوع السماء من ضوء القمر المتناثر، كما أن المراقبة الجيدة بعد غروب الشمس تمنع أي ضوء باقٍ من الشفق. من خلال مقارنة النجوم التي يرونها بالمخططات النجمية التي تظهر الرؤية النجمية في ظل ظروف التلوث الضوئي المختلفة، فإنهم يقيسون نوعيًا التلوث الضوئي. يمكن أيضًا قياس الرؤية النجمية للمشروع باستخدام مقياس جودة السماء، وهي أداة يستخدمها علماء الفلك الهواة. ثم يتم إرسال بيانات التلوث الضوئي هذه إلى موقع الويب المنسق عبر متصفح الويب. يتم توفير البيانات المجمعة للباحثين والجمهور عبر واجهة خرائط تعرض البيانات المتراكبة على خرائط جوجل.
باستخدام هذه التقنية، يقوم المراقبون بالإبلاغ عن الحد من الحجم بالعين المجردة (NELM) بين 1 و 7. يستطيع البشر مراقبة النجوم التي تقل عن 7 درجات، على الرغم من أن هذا قد يتطلب حجب مصادر الضوء الأخرى. في ظل سماء صافية غير ملوثة، يجب أن يرتبط قياس NELM ارتباطًا وثيقًا بمستوى التلوث الضوئي. العوامل الأخرى، خاصة تلك التي تقلل الرؤية، يمكن أن تقلل من NELM:
محتوى الماء في الغلاف الجوي (خاصة السحب)
الهباء الجوي مثل الغبار أو تلوث الهواء
حدة البصر للمراقب
الرياح (يمكن أن تتسبب في وميض النجوم وتجعل النجوم الخافتة غير مرئية)
الشفق القطبي
الوهج الجوي، والبريق المعاكس، وضوء البروج
عمر المراقب
وجود درب التبانة
تقوم الكرة الأرضية في الليل أيضًا بتوزيع مجموعات تعليمية توضح كيف تقلل الأضواء المحمية بالكامل من الوهج وتحسن رؤية سماء الليل.

## دقة القياسات

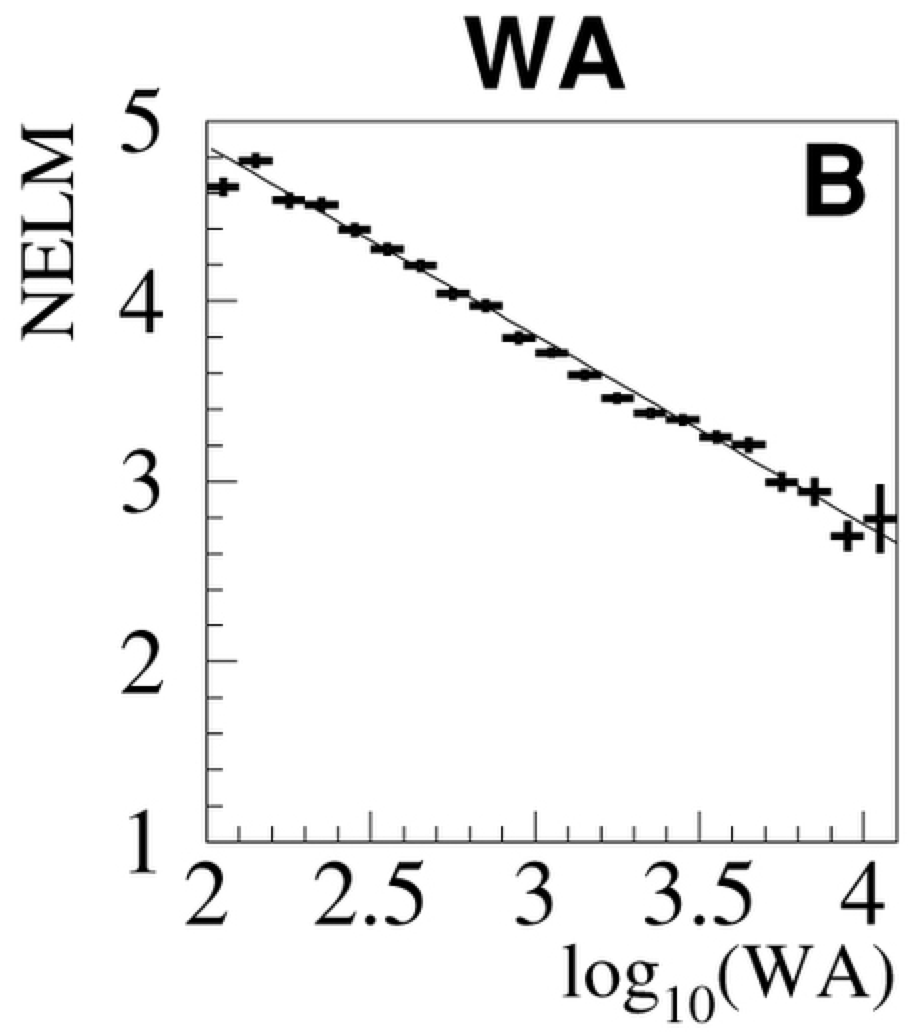
عندما يتم حساب متوسط ملاحظات الكرة الأرضية في الليل معًا ، فإنها ترتبط ارتباطًا وثيقًا بدرجة سطوع السماء في الموقع. هذه لوحة واحدة من هذه الصورة.

يبلغ الانحراف المعياري لرصد الكرة الأرضية في الليل حوالي 1.2 درجة نجمية. نظرًا لقانون الأعداد الكبيرة، عندما يتم النظر في الملاحظات بشكل إجمالي، فإن الأخطاء من الملاحظات الفردية تلغي بعضها البعض، مما يؤدي إلى قيم متوسطة ثابتة للغاية. هذا يعني أنه يمكن استخدام ملاحظات الكرة الأرضية في الليل لتقدير الاتجاهات العالمية أو الإقليمية في إضاءة السماء.

## تحويل القياسات إلى وحدات أخرى
تحدد ملاحظات الكرة الأرضية في الليل النجوم الأكثر خفوتًا والتي يمكن رؤيتها في ظل الظروف المحيطة. بافتراض حدّة مرئية طبيعية وسماء صافية، من الممكن تقريبًا تحويل الكرة الأرضية في الليل بالعين المجردة للحد الأقصى من التقديرات إلى وحدات أخرى:
| أقصى عدد إلكتروني | النجوم المرئية | ميليكانديلا لكل متر مربع | مقدار كل ثانية مربعة للقوس |
| ----------------- | -------------- | ------------------------ | -------------------------- |
| 1                 | 10             | 160                      | 14.6                       |
| 2                 | 30             | 60                       | 15.6                       |
| 3                 | 80             | 20                       | 16.6                       |
| 4                 | 250            | 8                        | 17.8                       |
| 5                 | 800            | 3                        | 19.0                       |
| 6                 | 2,500          | 0.8                      | 20.4                       |
| 7                 | 7,000          | 0.2                      | 22.0                       |

## التاريخ

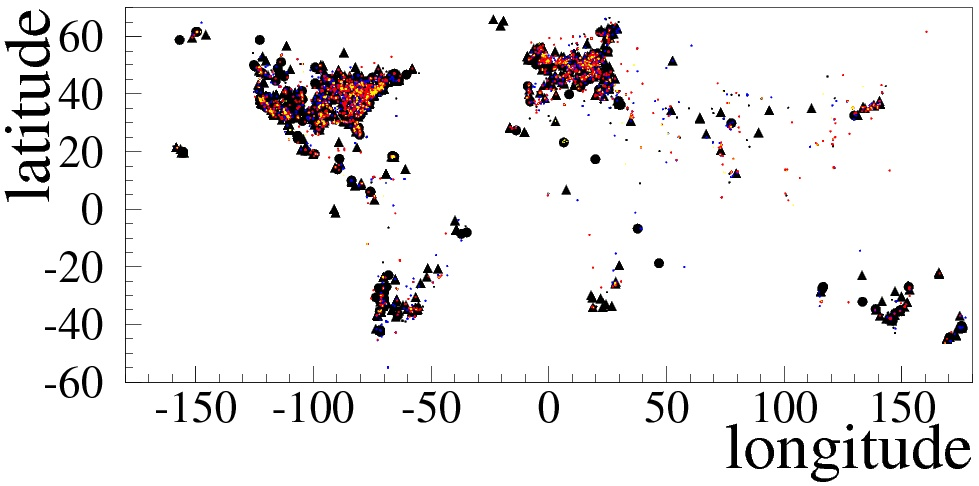
مواقع ملاحظات الكرة الأرضية في الليل من 2009 إلى 2011.

تم إطلاق مشروع الكرة الرضية في الليل كبرنامج تابع لوكالة ناسا في الولايات المتحدة. توسع المشروع بسرعة على الصعيد الدولي، وكان جزءًا من جهود التوعية للسنة الدولية لعلم الفلك في عام 2009. وتوسع حجم المشروع (من حيث عدد الملاحظات) بشكل كبير في ذلك العام. في عام 2014، توسع المشروع ليشمل أيضًا البيانات التي تم الحصول عليها عبر تطبيق ضياع الليل لأجهزة الأندر ويد، وتطبيق متر السماء المظلمة لأجهزة نظام التشغيل المحمول. بالإضافة إلى ذلك، تمت إضافة مخططات النجوم الجديدة لتوسيع الحملة القياسية القائمة على الخريطة طوال العام. في عام 2015، كجزء من السنة الدولية للضوء، تم تقديم «ليلتين دوليتين لمراقبة توهج السماء» لتشجيع تقديم البيانات في مارس وسبتمبر.
يتم الإبلاغ عن عدد الملاحظات لكل عام على صفحة الويب الكرة الأرضية في الليل:
2006 - 3,990 ملاحظة إجمالية
2007 - 8,490 ملاحظة إجمالية
2008 - 6,838 ملاحظة إجمالية
2009 - إجمالي الملاحظات 15300
2010 - إجمالي الملاحظات 17805
2011 - 14,249 مشاهدة إجمالية
2012 - 16,848 مشاهدة إجمالية
2013 - 14,879 مشاهدة إجمالية
2014 - 18506 مشاهدات إجمالية

## البحث المنبثق
تم استخدام البيانات من برنامج الكرة الأرضية في الليل أيضًا في دراسة تأثيرات الإضاءة الاصطناعية على عادات البحث عن الطعام للخفافيش.

## روابط خارجية
الموقع الرسمي
جمعية السماء المظلمة الدولية
تحويل NELM إلى وحدات أخرى